# Superior (Village, Wisconsin)
Superior ist eine Gemeinde (mit dem Status „Village“) im Douglas County im US-amerikanischen Bundesstaat Wisconsin. Im Jahr 2010 hatte Superior 664 Einwohner.
Superior ist von drei Seiten von der Town of Superior umgeben, ohne dieser anzugehören. Im Norden des Gemeindegebiets grenzt die ebenfalls gleichnamige Stadt City of Superior an. Alle drei sind benannt nach dem Lake Superior, dem englischen Namen für den Oberen See.
Superior ist Bestandteil der bundesstaatenübergreifenden Metropolregion Twin Ports um die Städte Superior und Duluth in Minnesota.

## Geografie
Superior liegt auf 56°39'22" nördlicher Breite und 92°6'13" westlicher Länge. Die Stadt erstreckt sich über 3,11 km², die ausschließlich aus Landfläche bestehen. 
Die nach der City of Superior nächstgelegenen größeren Städte sind Duluth im benachbarten Minnesota (16,1 km nördlich), Eau Claire (243 km südsüdöstlich) und die Twin Cities (248 km südsüdwestlich).

## Verkehr
Der Hafen der City of Superior am Oberen See befindet sich rund 2 km nördlich.
In Superior treffen die Wisconsin Highways 35 und 105 zusammen. 
Durch Superior verlaufen mehrere Bahnlinien der BNSF Railway, die vom Hafen der benachbarten Stadt Superior nach Süden führen.
Der Ort liegt südlich des Richard I Bong Airport, der den südlichen Abschluss der City of Superior bildet. Die Entfernung dorthin beträgt 6 km. Der nächste Verkehrsflughafen ist der Duluth International Airport (25,3 km nordnordwestlich).

## Bevölkerung
Nach der Volkszählung im Jahr 2010 lebten in Superior 664 Menschen in 299 Haushalten. Die Bevölkerungsdichte betrug 214,2 Einwohner pro Quadratkilometer. In den 299 Haushalten lebten statistisch je 2,22 Personen. 
Ethnisch betrachtet setzte sich die Bevölkerung zusammen aus 97,0 Prozent Weißen, 0,2 Prozent Afroamerikanern, 1,1 Prozent amerikanischen Ureinwohnern, 0,3 Prozent Asiaten sowie 0,2 Prozent aus anderen ethnischen Gruppen; 1,4 Prozent stammten von zwei oder mehr Ethnien ab. Unabhängig von der ethnischen Zugehörigkeit waren 1,1 Prozent der Bevölkerung spanischer oder lateinamerikanischer Abstammung. 
20,5 Prozent der Bevölkerung waren unter 18 Jahre alt, 59,0 Prozent waren zwischen 18 und 64 und 20,5 Prozent waren 65 Jahre oder älter. 51,8 Prozent der Bevölkerung war weiblich.
Das mittlere jährliche Einkommen eines Haushalts lag bei 68.333 USD. Das Pro-Kopf-Einkommen betrug 28.973 USD. 5,2 Prozent der Einwohner lebten unterhalb der Armutsgrenze.